# Pablo Ruiz Barrero
Pablo Ruiz Barrero (Siviglia, 25 febbraio 1981) è un ex calciatore spagnolo, di ruolo difensore.